# 陸奥国 (1869-)

新陸奥：陸奥国（りくおうのくに）の範囲

旧陸奥：従前の陸奥国（むつのくに）の範囲

陸奥国（りくおうのくに、むつのくに）は、東北戦争終結直後に従前の陸奥国（むつのくに）から分立した、日本の地方区分の国の一つ。東山道に位置する。領域は現在の青森県および岩手県二戸郡にあたる。現代仮名遣いの「りくおうのくに」は、歴史的仮名遣いでは「りくあうのくに」となる（発音同じ）。
陸奥国は、7世紀に設置された地方区分としての令制国の1つであり、その範囲は変遷してきたが、分割直前は現在の福島県・宮城県・岩手県・青森県および秋田県鹿角郡にあたる。

## 領域
1869年（明治元年）の制定時の領域は、現在の青森県全域に岩手県の一部（下記）を加えた区域に相当する。
- 二戸市
- 二戸郡一戸町
- 岩手郡葛巻町の一部（田部）
- 八幡平市の北部（古屋敷・高畑・星沢・細野以北）

## 沿革
1869年1月19日（明治元年12月7日）、戊辰戦争に敗けた奥羽越列藩同盟諸藩に対する処分が行われた。同日、布告により従前の陸奥国（むつのくに）は、陸奥国（りくおうのくに）・陸中国（りくちゅうのくに）・陸前国（りくぜんのくに）・岩代国（いわしろのくに）・磐城国（いわきのくに）の5つに分割された。
陸奥国（むつのくに）と同時に分割された出羽国が、筑紫国・豊国・肥国の前例に倣って羽前国・羽後国と「前・後」に分割されたのに対して、陸奥国（むつのくに）は越国や吉備国が「前・中・後」に分けられて成立した越後国や備後国に倣って「陸後国」とはならず、分割前の「陸奥国」という表記をそのまま引き継いだ。元より「奥」は「後」と同様に畿内から遠方であることを表しており、過去には和銅6年（713年）に丹波国から丹後国が分割された際に改称されなかった前例が存在する。
8世紀前半までの畿内政権の東北地方における支配地域は現在の宮城県一帯より南側であり、それより北には蝦夷が住んでいた。そのため1869年に成立した陸奥国（りくおうのくに）は、1000年前に「陸奥国」（むつのくに）と呼ばれていた宮城県以南地域から見ると約300kmも離れた全く別の地域ということになり、明治の分割当時は「新陸奥」とも呼ばれた。また、官庁用語としては、陸奥国は訓読みの「むつ」から音読みの「りくおう」に変更された。これは、3つの「陸」の付く国の読みを音読みに統一する意味もあったろうが、旧陸奥と新陸奥との区別をつけるためであった。しかし、官庁用語の「りくおう」は一般には広まらず、旧来からの読みである「むつ」が現在では支配的になっている。
明治政府は地方支配のために直轄地に県を置き、残余は旧来の大名家が治める藩に委ねた。国単位の行政機関はその後もまったく置かれなかった。地理的説明の区分や統計の集計区分で国を利用することがあったが、この分割は政治的にも地域圏・文化圏成立にもほとんど意味を成さなかった。
分割時、陸奥国の領域にあった藩は下記のとおりである。
- 斗南藩
- 七戸藩（盛岡藩支藩）
- 弘前藩
- 黒石藩（弘前藩支藩）
- 八戸藩

## 国内の施設

### 神社
令制国としての一宮ではないが、岩木山神社（弘前市）が分割前の陸奥国と区別するため「津軽国」（つがるのくに）として、全国一の宮会により「新一の宮」に認定されている。

## 地域

### 郡
- 津軽郡
- 二戸郡
- 三戸郡
- 北郡

### 近代以降の沿革
- 「旧高旧領取調帳」に記載されている明治初年時点での、後の本国内の支配は以下の通り（1,157村・422,139石余）。太字は当該郡内に藩庁が所在。国名のあるものは飛地領。なお同帳では盛岡藩領はすでに斗南藩に移管後の状況となっている。
  - 津軽郡（878村・340,866石余） - 弘前藩、黒石藩
  - 二戸郡（76村・14,796石余） - 陸中盛岡藩
  - 三戸郡（120村・42,952石余） - 陸中盛岡藩、八戸藩
  - 北郡（83村・23,524石余） - 陸中盛岡藩、七戸藩
- 明治元年
  - 12月7日（1869年1月19日） - 陸奥国が発足。同日、盛岡藩が戊辰戦争後の処分により減封。領地が弘前藩取締地となる。
- 明治2年
  - 2月8日（1869年3月20日） - 旧盛岡藩領が弘前藩の管轄に反対する一揆の発生により黒羽藩取締地に変更となり、北奥県と通称される。
  - 8月7日（1869年9月12日） - 北奥県の名称が正式に九戸県となる。
  - 9月13日（1869年10月17日） - 九戸県が八戸県（第1次）に改称。
  - 9月19日（1869年10月23日） - 八戸県（第1次）が八戸藩との混同を避けるため三戸県に改称。
  - 11月3日（1869年12月5日） - 旧会津藩が斗南藩に転封。三戸郡・北郡の三戸県の管轄地域を移管。
  - 11月28日（1869年12月30日） - 三戸県が江刺県に編入。
- 明治4年
  - 7月14日（1871年8月29日） - 廃藩置県により藩領が弘前県、黒石県、七戸県、八戸県、斗南県の管轄となる。
  - 11月2日（1871年12月13日） - 第1次府県統合により青森県の管轄となる。
- 1876年（明治9年）5月25日 - 第2次府県統合により二戸郡が岩手県の管轄となる。

### 人口
明治5年（1872年）の調査では、人口47万3244人を数えた。